# إسليهم هورد
اسليهم هورد عبارة عن دفينة تضم أكثر من 6500 قطعة من البرونز المصنع وغير المصنع، يعود تاريخها إلى العصر البرونزي، وقد عَثر عليها ويليام "بيل" هوتون وشقيقه آرثر في عام 1959 في إيسلهم، بالقرب من إيلي، في مقاطعة كامبريدجشير الإنجليزية.
يُعد أكبر دفينة من العصر البرونزي اكتشف على الإطلاق في إنجلترا وواحد من أفضل الكنوز. وتتكون بشكل خاص من السيوف، ورؤوس الرماح، والسهام، والفؤوس، والسكاكين [الإنجليزية]، والخناجر، والدروع، ومعدات الزينة (خاصة للخيول) والعديد من أجزاء الصفائح البرونزية، جميعها تعود إلى مرحلة ويلبورتون والينغتون [الإنجليزية] أواخر العصر البرونزي (قرابة 1000 قبل الميلاد). تُظهر السيوف ثقوبًا حيث كانت البراشيم أو المسامير تثبت المقابض [الإنجليزية] الخشبية في مكانها.
أُسند الجزء الأكبر من هذه الأشياء إلى خدمة تراث مجلس قصبة سانت إدموندزبري [الإنجليزية] وبعضها معروض في قرية ويست ستو [الإنجليزية] الأنجلوسكسونية خارج بوري سانت إدموندز، بينما يحتفظ متحف الآثار والأنثروبولوجيا بجامعة كامبريدج ‏ في كامبريدج بالعناصر الأخرى.